# Тебризский метрополитен
Тебризский метрополитен (перс. متروی تبریز‎) — система линий метрополитена города Тебриз (Иран), Восточный Азербайджан.

## История
Строительство начато в 2000-е.

## Строительство
Строительство наземной линии длиной 6 км было намечено на 2007 год. Позднее планировали начать строить две подземные линии.

## Пуск
Ранее открытие намечали в 2014 году.
Открыт 28 августа 2015 года, 7 км, 6 станций.

## Линии
- Первая линия
- Две новые линии построят в будущем.[5]